# エクスポジション・パーク (ピッツバーグ)
エクスポジション・パーク（Exposition Park）は、アメリカのペンシルベニア州ピッツバーグにかつて存在した野球場。

## 歴史
1882年、アレゲニー川沿いに建設され、同年に球団創設を果たしたアメリカン・アソシエーションのピッツバーグ・アレゲニーズ（現ピッツバーグ・パイレーツ）の本拠地として開場した。収容人数は16,000人、外野の広さは両翼までが400フィート（約121.9メートル）、中堅までが450フィート（約137.2メートル）。川沿いの低地に位置していたことからローワー・フィールド（Lower Field）と呼ばれた。
しかし1883年春に起きた洪水で川が氾濫したため、高台にアッパー・フィールド（Upper Field）と呼ばれるもう一つのエクスポジション・パークが建設された。（1883年には「エクスポジション・パーク」という名の付く球場はピッツバーグに2つ存在していたことになる）。
翌1884年、アレゲニーズはレクリエーション・パークへ移転。1887年にはアレゲニーズはナショナルリーグへ移籍した。その間エクスポジション・パーク（ローワー・フィールド）のほうは、1890年にプレイヤーズ・リーグのピッツバーグ・バーガーズの本拠地となり、改修が施されていた。
1891年、アレゲニーズは新しくなったエクスポジション・パークへ再移転。シーズン前に他球団から選手を引き抜いたことを逆手にとって、チーム名もパイレーツに変更した。パイレーツは1909年の途中までエクスポジション・パークを本拠地として使用し、その後フォーブス・フィールドへ移転した。
1913年から1915年にかけてはフェデラル・リーグのピッツバーグ・レーベルズが本拠地として使用し、その後エクスポジション・パークは取り壊された。